# Jacques-Edme Dumont
Jacques-Edme Dumont (Parigi, 10 aprile 1761 – Parigi, 21 febbraio 1844) è stato uno scultore francese.
Era padre dello scultore Auguste Dumont e della compositrice Louise Farrenc.

## Biografia
Figlio dello scultore Edme Dumont, Jacques-Edme Dumont lavorò dapprima all'atelier di Augustin Pajou dal 1775 prima di entrare all'École royale des élèves protégés nel 1777, sempre sotto la direzione dello stesso scultore, lavorando in stile neoclassico. Nel 1788 vince il primo premio per la scultura e nello stesso anno parte per Roma. Dopo un soggiorno a Napoli, torna in Francia nel 1793.
Durante la Rivoluzione lavorò a soggetti letterari come Paolo e Virginia od Emilio e Sofia. Realizzò un gran numero di gruppi, statue e bassorilievi per monumenti pubblici, tra cui Il Generale Marceau (1804) al Palazzo del Lussemburgo di Parigi e Pichegru per la città di Lons-le-Saunier. Nel 1819 realizzò la statua di Malesherbes per l'ufficio di Luigi XVIII. Tale statua fu utilizzata nel monumento progettato dall'architetto Hippolyte Lebas per il Palazzo di Giustizia di Parigi, inaugurato nel dicembre 1822. A lui si devono anche i busti della madre (oggi a Parigi, Museo del Louvre) e del generale Causse (Reggia di Versailles).

## Opere nelle collezioni pubbliche
Negli Stati Uniti
- Amherst, Museo d'arte Mead:
  - Elena, Paride ed Ettore, bassorilievo in terracotta;
  - Eracle e Onfale, bassorilievo in terracotta.
- New York, Metropolitan Museum of Art:
  - Paride, 1795 circa, statuetta in terracotta;
  - Diana ed Endimione, tra 1800 e 1810, medaglione, cera su ardesia;
  - Studio di donna panneggiata, due bozzetti in terracotta;
  - Studio di nudo di donna inginocchiata, bozzetto in terracotta;
  - Studio di donna nuda seduta, bozzetto in terracotta;
  - Studio di nudo maschile inginocchiato, bozzetto in terracotta;

In Francia
- Lons-le-Saunier, museo delle belle arti:
  - Pichegru, una statuetta in terracotta ed un'altra in gesso;
  - Testa di Pichegru
- Parigi:
  - Museo del Louvre :
    - Ebe versa il nettare a Giove, Salon de l'Élysée del 1797, gruppo in terracotta;
    - La religione, gruppo in terracotta, bozzetto per un monumento funerario;
    - La religione, terracotta, schizzo per un progetto di tomba;
    - François Séverin Marceau Desgraviers detto il Generale Marceau (1769-1796), statuetta in terracotta, modello per la statua del Palazzo del Lussemburgo commissionata nel 1804;
    - François Séverin Marceau Desgraviers detto il Generale Marceau (1769-1796), statuetta in terracotta, bozzetto per la statua del Palazzo del Lussemburgo commissionata nel 1804;
    - Ritratto di François Séverin Marceau Desgraviers detto il Generale Marceau (1769-1796), 1799-1800, Salon del 1800, busto di Hermes, terracotta;
    - Progetto di fontana, gruppo in terracotta, bozzetto;
    - Ritratto di Madame Dumont, nata Marie-Françoise Berthault, madre dell'artista (1727-1800), Salon del 1799, busto in gesso.

  - Palazzo Borbone, facciata lato Quai d'Orsay: statua di Colbert facente parte di un gruppo di quattro statue di grandi personaggi della storia francese. Nel 1989, durante un restauro, furono sostituite da fusioni.
  - Palazzo di Giustizia, sala dei luoghi perduti: Chrétien Guillaume de Lamavoine de Malesherbes, ministro di stato (1721-1794), Salon del 1819, statua in marmo.
- Versailles, Palazzi di Versailles e Trianon: Chrétien Guillaume de Lamavoine de Malesherbes, ministro di Stato (1721-1794), prima del 1819, statua, modello in gesso.

Opera di Jacques-Edme Dumont
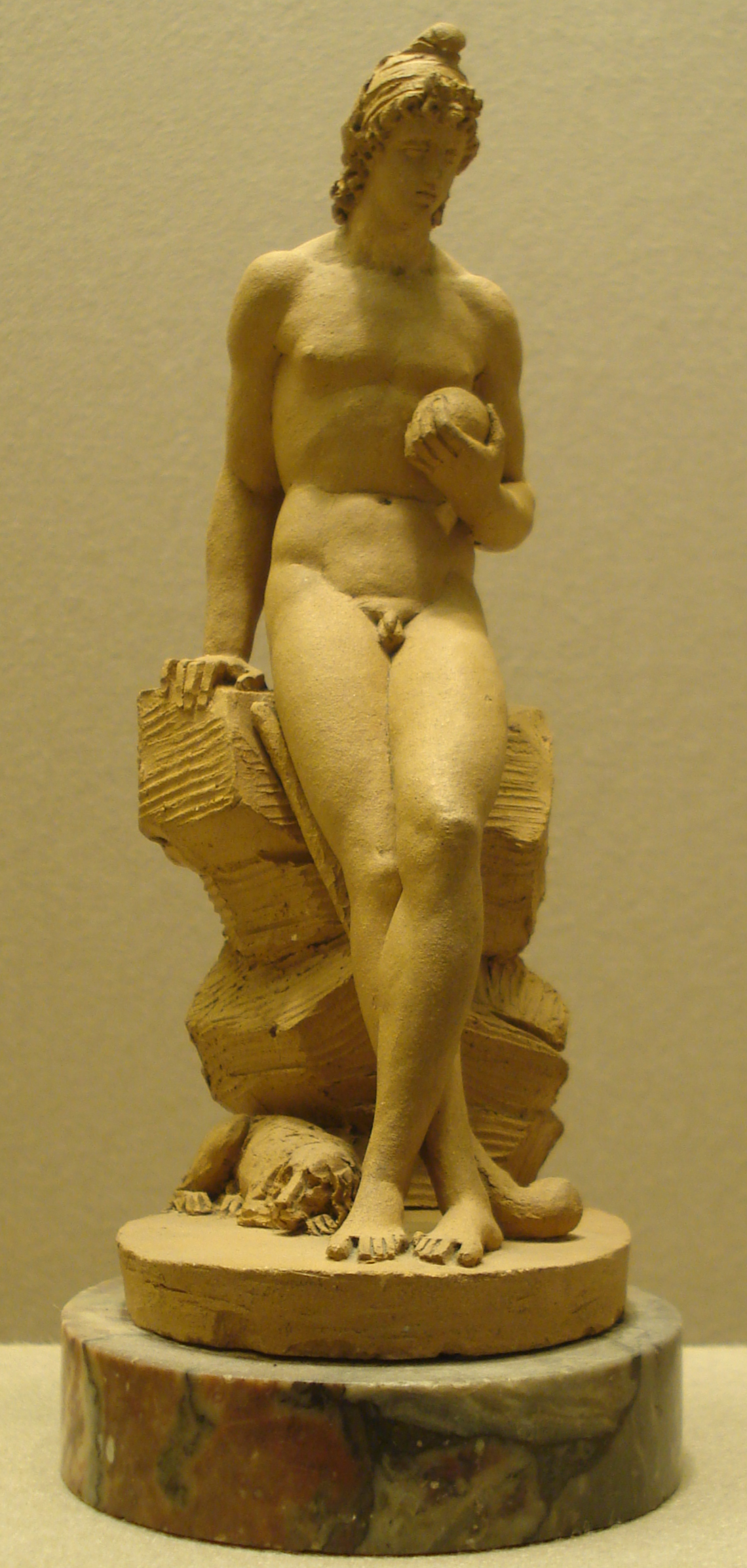
Paride, 1795 circa, New York, Metropolitan Museum of Art.
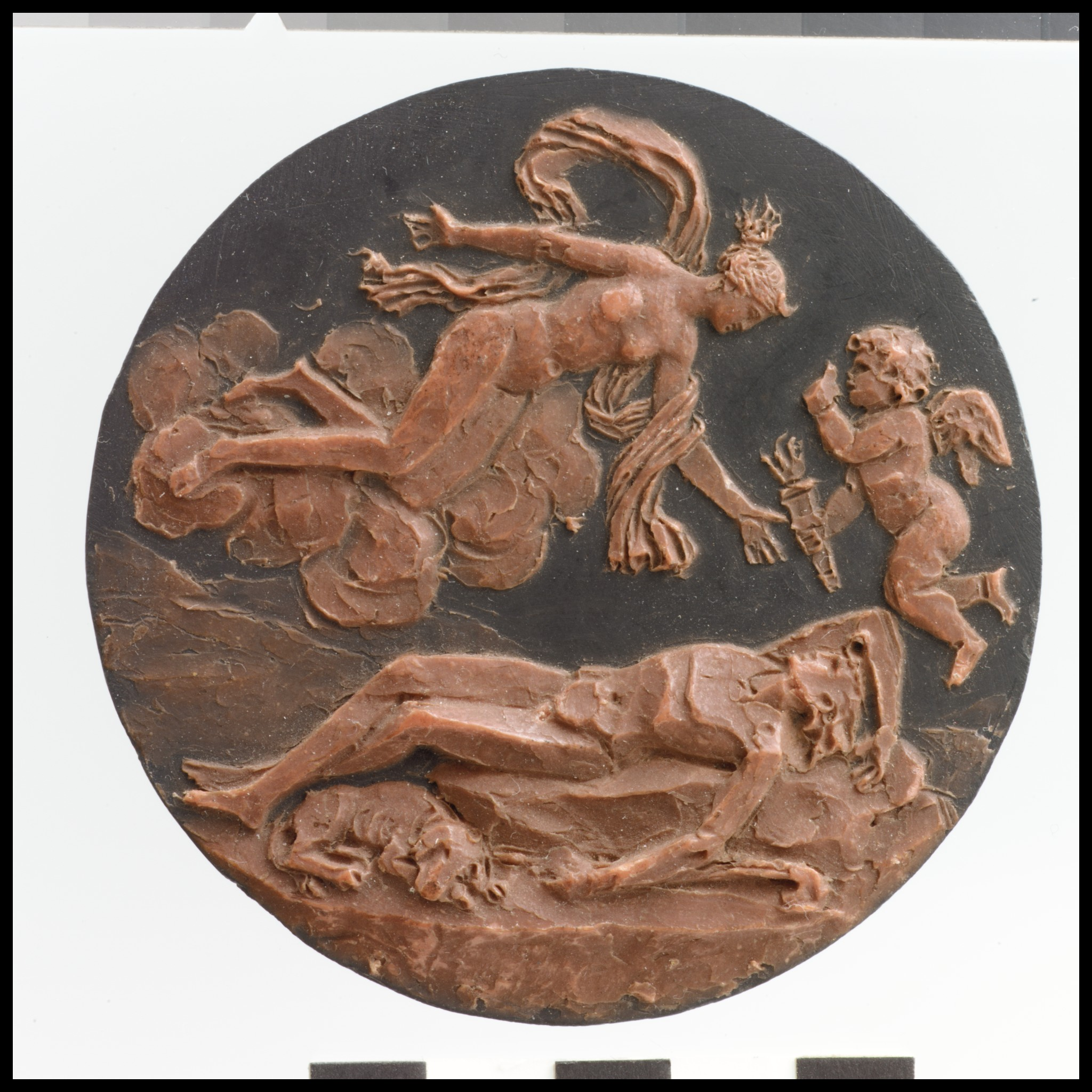
Diana ed Endimione, 1800-1810), New York, Metropolitan Museum of Art.
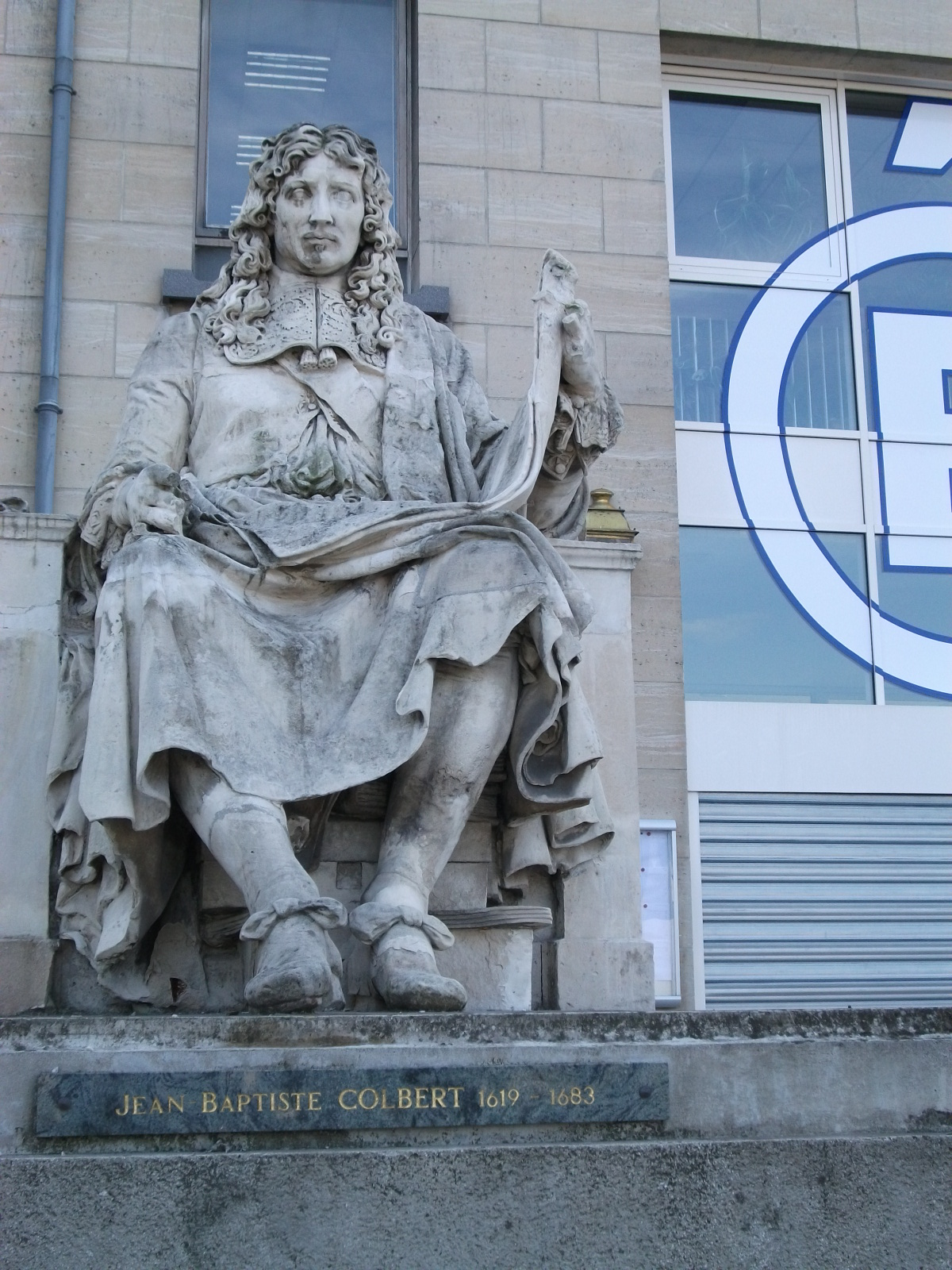
Jean-Baptiste Colbert, Reims, rettorato dell'Accademia di Reims.
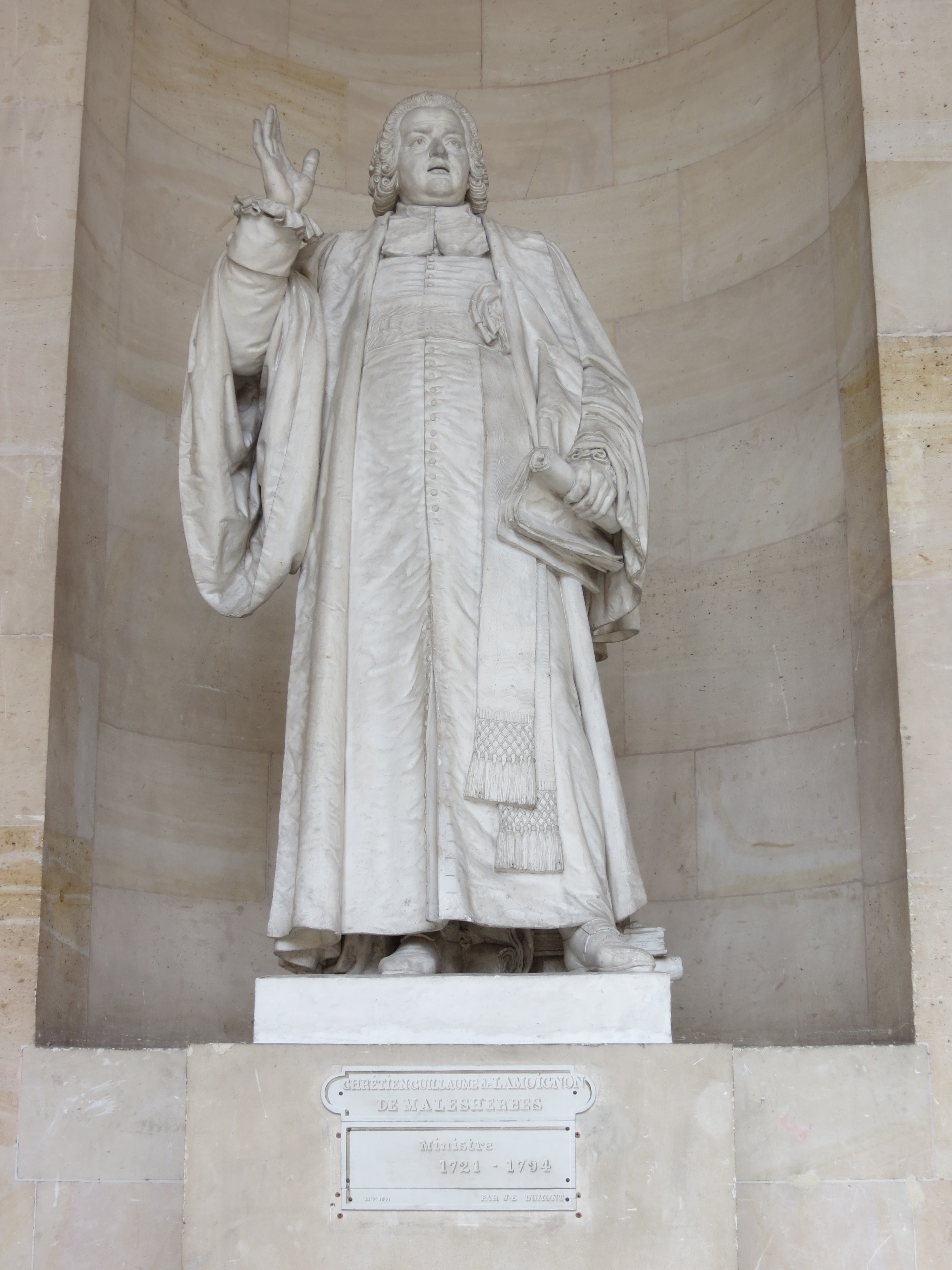
Malesherbes, Reggia di Versailles.
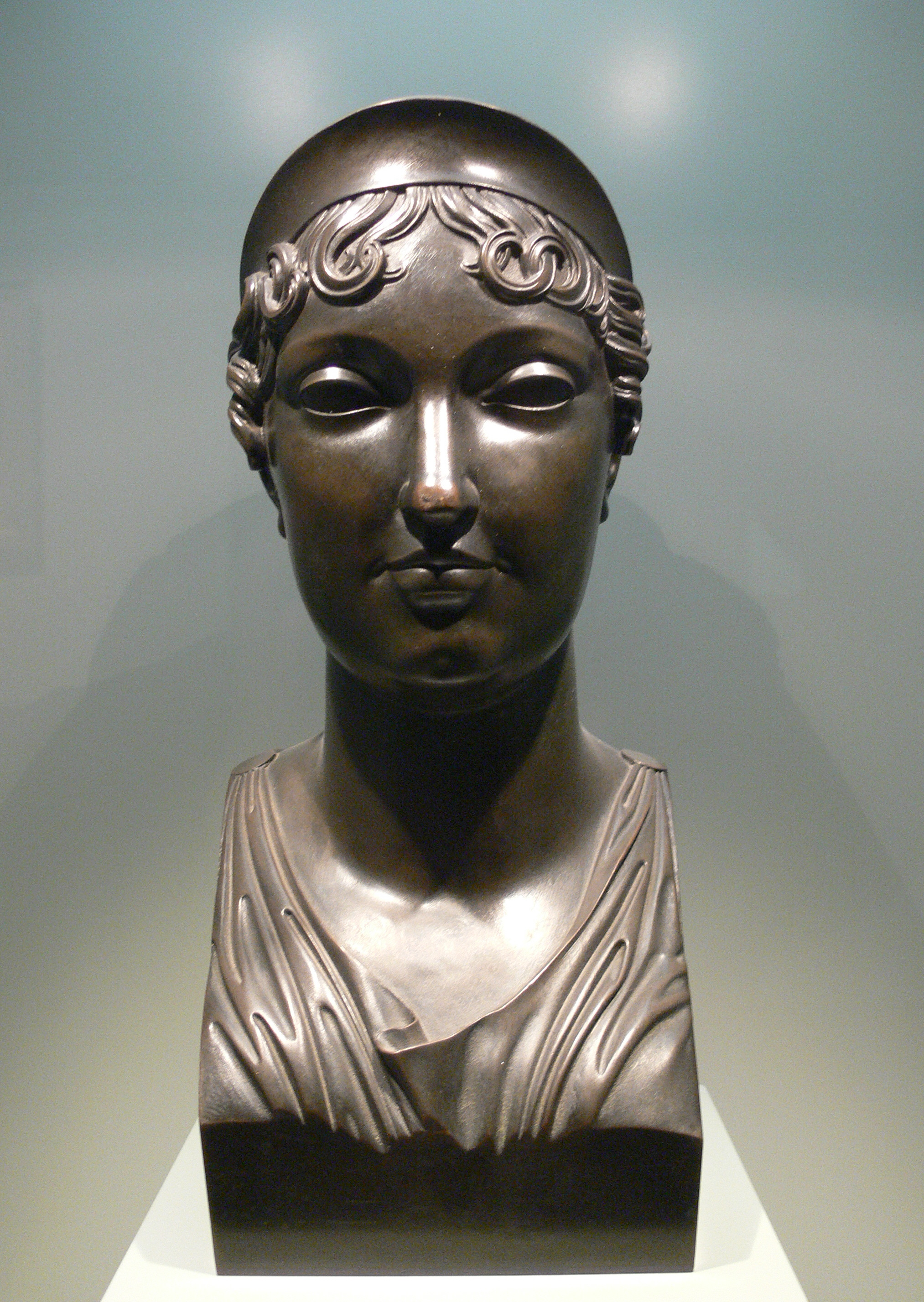
L'Imperatrice Maria Luisa, 1810, Monaco di Baviera, Museo nazionale bavarese.